# Херцогство Нормандия
Херцогство Нормандия (на френски: Duché de Normandie) съществува от 911 до 1204 г. и след това е една от провинциите на Франция. Столица е Руан и се управлява от фамилията на Ролонидите.

## История
Херцогството е основано през 911 г. от крал Карл III Простовати. Той дава територията на викинг Роло († 931 или 932), който през 911 г. командва нападението на викингите във Франция, покръства се, получава графство на Долна Сена, което става херцогство Нормандия. Херцогството е владение на норманите и васално на Кралство Франция между 911 и 1259 г.